# 卡帕拉皮

卡帕拉皮是哥倫比亞的城鎮，位於該國中部，由昆迪納馬卡省負責管轄，距離首府波哥大186公里，始建於1675年，面積616平方公里，海拔高度1,219米，2005年人口13,788。
5°21′N 74°30′W / 5.350°N 74.500°W